# 荻久保寛也
荻久保 寛也（おぎくぼ ともや、1997年12月11日 - ）は、埼玉県川口市出身の陸上競技選手。専門は長距離走。埼玉県立三郷工業技術高等学校、城西大学卒業。ひらまつ病院所属。
ヤクルト陸上競技部所属から、2023年4月1日から医療法人ひらまつ病院にプロ契約で所属。

## 来歴・人物
埼玉県立三郷工業技術高等学校を卒業し、城西大学経営学部に入学。
城西大学では1年時から箱根駅伝予選会に出場するなど、期待の新人として頭角を現す。しかし思うような走りはできず、1年目を終える。2年目は関東インカレ1500mに出場。第94回箱根駅伝では10区を任され学生駅伝デビュー。区間9位の走りでチームの入賞に貢献。着々と自己記録を伸ばすが、目立った活躍は無く2年目を終える。
3年目からが飛躍のシーズンとなる。第30回出雲駅伝では相澤晃のスパートに唯一付いていき、最後は3位で繋ぐ。第50回全日本大学駅伝ではエース区間の2区を任された。浦野雄平や阿部弘輝といった同級生エース、橋詰大慧や片西景といった実力者を抑えて10人を抜き去り区間賞を獲得。チームの初シード権に大きく貢献し、一躍注目の選手となった。
最終学年となり迎えた第96回箱根駅伝予選会では伊藤達彦に次ぐ日本人2位となり、大舞台での勝負強さを見せつけたが、チームは総合15位で出場を逃した。第51回全日本大学駅伝では1区を担当。箱根駅伝予選会1週間後とは思えないようなスパートで実力者の中村大聖や小松陽平など後続を引き離しての2年連続となる区間賞を獲得した。
城西大学を卒業後はヤクルト本社総務部総務課に入社。
ヤクルトでは在籍した3年間全ての、東日本実業団駅伝とニューイヤー駅伝に主要区間で出場。
日本選手権にも出場するなど大きな活躍をした。
自己記録も日本トップレベルのタイムまで成長した。
2023年にヤクルト本社を退社し、ひらまつ病院にプロ契約で所属することになった。

## 戦績・記録
- 2021年 東日本実業団駅伝 (4区・5位)
- 2021年 全日本実業団ハーフマラソン (12位)
- 2022年 東日本実業団駅伝 (3区・7位)
- 2022年 全日本実業団ハーフマラソン (7位)
- 2023年 東日本実業団駅伝 (7区・4位)
- 2023年 ニューイヤー駅伝 (3区・8位)
- 2023年 都道府県駅伝 (7区・2位)
- 2023年 九州実業団毎日駅伝 (1区・2位)
- 2024年 ニューイヤー駅伝 (3区・7位)
- 2024年 都道府県駅伝 (7区・3位)

### 大学三大駅伝戦績
| 学年             | 出雲駅伝                    | 全日本大学駅伝             | 箱根駅伝                          |
| ---------------- | --------------------------- | -------------------------- | --------------------------------- |
| 1年度 (2016年度) | 第28回 不出場               | 第48回 不出場              | 第93回 不出場                     |
| 2年生 (2017年度) | 第29回 不出場               | 第49回 ー － ー 出走なし   | 第94回 10区-区間9位 1時間12分50秒 |
| 3年生 (2018年度) | 第30回 1区-区間3位 23分28秒 | 第50回 2区-区間賞 32分08秒 | 第95回 ー － ー 出走なし          |
| 4年生 (2019年度) | 第31回 不出場               | 第51回 1区-区間賞 27分49秒 | 第96回 不出場                     |